# Trần Ngọc Vương
Trần Ngọc Vương (sinh ngày 28 tháng 04 năm 1956) là một giáo sư chuyên ngành Văn học Việt Nam.

## Lịch sử
Giáo sư Trần Ngọc Vương (陳玉王) sinh ngày 28 tháng 04 năm 1956 tại thị xã Đồng Hới tỉnh Quảng Bình. Ông tốt nghiệp khoa Ngữ Văn trường Đại học Tổng hợp Hà Nội vào năm 1976 và được giữ lại làm giảng viên khoa Văn đến nay.
Trong giai đoạn 1988 - 1993, ông được cử đi tu nghiệp tại Moskva. Vào năm 1994, ông được trao bằng tiến sĩ chuyên ngành Văn học Á-Phi tại Viện Hàn lâm Khoa học Liên bang Nga.
Khi hồi hương, ông liên tiếp nhận các chức danh phó giáo sư năm 2001, giáo sư năm 2013 và nhà giáo ưu tú năm 2010.
| “                                                  | Ở ta có một câu chuyện khác nữa là coi phong hàm vị như là một sự ghi công, sự khen thưởng... Đúng ra, phải hiểu rằng việc phong hàm vị là chức danh công tác, mà trách nhiệm là chính chứ không phải nhắm tới sự đãi ngộ, cũng không phải là sự ghi nhận thành tích. Vì vậy, việc phong hàm vị GS, PGS mà không làm công tác giảng dạy thì theo tôi sẽ mất ý nghĩa, mà chỉ là một sự an ủi, một cách vinh danh nào đó thôi ! Theo tôi, chất lượng GS-PGS hiện nay ở nước ta chưa được như ý. Như giáo sư Hoàng Tụy có lần nhận xét ước lượng thì ở nước ta có tới 70% số GS-PGS không đạt chuẩn, tôi không dám khẳng định con số này. Nhưng tôi nghĩ rằng, một GS có uy tín lớn như Hoàng Tụy, hiểu biết giới Đại học quốc tế, nói ra như vậy thì chúng ta phải suy nghĩ. | ” |
| — Giáo sư Trần Ngọc Vương đáp phỏng vấn Vietnamnet | |   |

| “                                             | Tính chất tông giáo của Nho giáo rất mờ nhạt. Nó chỉ giống như một trạng thái tín ngưỡng nếu so với ảnh hưởng của một học thuyết lớn đến thế. Thậm chí có thể nói, tính chất tông giáo của Nho giáo gần như là không có. Bởi vì, ngay trong điện thờ chính thức của Nho giáo không có một vị thần linh nào. Một tông giáo chỉ được coi là tông giáo khi đủ ba điều kiện tối thiểu: Hệ thống thần điện và giáo chủ, hệ thống tăng lữ, hệ thống giáo luật. Mặc dù có phương diện tông giáo đấy, nhưng người ta chưa bao giờ coi Nho giáo là tông giáo. Thứ đến, phát xuất điểm Nho giáo là hệ thống học thuật có tính chất đạo đức hành vi, tức là phải có tính thực tế. Nên ngay từ đầu, nó đã quy phạm hóa cách ứng xử cho mọi lớp người. Vì thế, tôi ủng hộ cách nhìn của các nhà nghiên cứu Đài Loan: Mục tiêu của Nho giáo nếu phải nói gọn lại trong một cụm từ, thì là "tu kỉ trị nhân". Nhưng cũng chính vì phát xuất điểm là học thuyết đạo đức của sĩ quân tử, nên nó đòi hỏi những phẩm chất cực kì cao. Cũng có nghĩa, bản thể Nho giáo không phải học thuyết triết học. Nên mãi về sau này nó mới phải bổ sung những yếu tố triết học, thế nhưng yếu tố triết học Nho giáo lại rất khó hoàn thiện. Nên mới có hiện tượng, nhà nho hễ đụng vào triết học là mặt cứ ngây ra, còn cuốn được coi hàng đầu về triết học là Dịch Kinh lại bị biến thành sách bói toán, nhìn chung không thể triết học hóa quyết liệt được và cũng chẳng áp dụng được. Nhân vật bác học được coi là kiệt xuất nhất Việt Nam trung đại Lê Quý Đôn, "thiên hạ vô tri vấn bảng Đôn", trong những sách của ông chỉ có một cuốn về Dịch Kinh, nhưng lại là tác phẩm dở nhất và cũng được soạn với thái độ run rẩy nhất. Không ông nào giải thích được triệt để những mệnh đề triết học Nho giáo, chứ chưa nói những học thuyết khác. Vì không được xây dựng trên nền tảng triết học, lại thù ghét những biện pháp hình chính, chỉ chủ trương trị quốc bằng giáo hóa, nên chính cái đức trị ấy đã kiềm hãm sự phát triển của trung quốc. Về sau, nhà cầm quyền không bằng cách nào khác được nên đành đưa Pháp gia vào Nho giáo dưới biện pháp cưỡng bách. Tức là, không có Pháp gia thì không trị quốc được. | ” |
| — Giáo sư Trần Ngọc Vương giải nghĩa Nho giáo | |   |

## Công trình

### Luận văn
1. Chủ nghĩa duy tâm của một quan niệm về lĩnh thổ. Tạp chí Triết học, số 4/1980.
2. Nguyễn Trãi với việc thể hiện khí phách và bản sắc dân tộc. Tạp chí Văn nghệ Quân đội, số 10/1980.
3. Về thể loại trường ca và tính chất của nó. Tạp chí Văn nghệ Quân đội, số 2/1981.
4. Tính cụ thể lịch sử với việc xây dựng lí luận cho thời kì quá độ ở Việt Nam. Tạp chí Triết học, số 2/1983.
5. Những đặc điểm mang tính quy luận của sự phát triển văn học nhìn nhận qua sáng tác của một tác giả. Tạp chí Văn học, số 3/1992.
6. Giới hạn của nội dung nhân đạo chủ nghĩa trong văn chương Nho giáo. Tạp chí Văn học, số 7/1996.
7. Một số vấn đề lí luận khi nghiên cứu văn chương Nho giáo ở Việt Nam. Tạp chí Văn học, số 10/1996.
8. Mấy đặc điểm loại hình nhân cách nhà cách mạng Phan Bội Châu. Tạp chí Văn học, số 1/1998.
9. Nguyễn Bỉnh Khiêm - hư và thực. Tạp chí Văn học, số 6/2001.
10. Một nội lực văn hóa cần cho sự phát triển. Diễn đàn Văn nghệ Việt Nam, số 6/2001.
11. Vận mệnh Nho giáo qua những biến thiên của lịch sử nửa đầu thế kỉ XX ở Việt Nam. Tạp chí Văn hoá Nghệ thuật, số 12/2000.
12. L'individu dans le 'modele impérial' en Asie Oriental(Profil idéal - typique de L'homme d'État confucéen). CNRS - 8/1996.
13. Từ môn văn nói chung đến phân môn Văn học trung đại. Tạp chí Văn học, số 2/2002
14. Some problems Relating to the Specific Character of Vietnamese Middle Age Literature. Vietnam Social Sciences. 4/2005.
15. 'Từ' - một chủng loại văn học còn ít được biết tới (viết chung với ThS. Đinh Thanh Hiếu). Tạp chí Nghiên cứu Văn học, số 9/2004.
16. Sự nghiệm sinh văn hoá và vấn đề phương pháp luận nghiên cứu (nhân đọc lại các công trình của cố giáo sư Đặng Thai Mai). Tạp chí Khoa học, Đại học Quốc gia Hà Nội, số 4/2002.
17. Về mối quan hệ giữa các phân ngành lịch sử văn học, lí luận và phê bình. Tạp chí Nghiên cứu Văn học, số 6/2004.
18. Nhận thức lại về nhu cầu và khả năng phát triển tri thức lí luận trên các bình diện khác nhau của đời sống văn học Việt Nam ngàynay. Tạp chí Nghiên cứu Văn học, số 1/2005.
19. Cấu trúc và diễn tiến của hệ tư tưởng ở Việt Nam tới thời Lí. Kỉ yếu Hội thảo Khoa học Lí Công Uẩn và vương triều Lí, 2000.
20. Nhân quả Đông du. Kỉ yếu Hội thảo Khoa học 100 năm phong trào Đông Du và quan hệ Việt Nam – Nhật Bản. Đại học Quốc gia Hà Nội, 2005.
21. Vọng ngôn về một cuộc lâm chung. Kỉ yếu Hội thảo 240 năm sinh đại thi hào Nguyễn Du. Viện Nghiên cứu Văn hoá – Thông tin, 2005.
22. Văn hoá họ tộc. Kỉ yếu hội thảo, Viện Nghiên cứu Văn hoá – Thông tin, 2005.

### Ấn phẩm
1. Nhà nho tài tử và văn học Việt Nam. Nhà xuất bản Giáo dục 1995; Nhà xuất bản Đại học Quốc gia Hà Nội, 1999.
2. Văn học Việt Nam dòng riêng giữa nguồn chung. Nhà xuất bản Giáo dục 1997; 1998. Nhà xuất bản Đại học Quốc gia Hà Nội, 1999.
3. Tân thư và xã hội Việt Nam cuối thế kỉ XIX - đầu thế kỉ XX (đồng chủ biên). Nhà xuất bản Chính trị Quốc gia, 1998.
4. Tản Đà trong lòng thời đại (viết chung). Nhà xuất bản Văn học, 1997.
5. Nguyễn Khuyến: thơ, lời bình và giai thoại (viết chung). Nhà xuất bản Văn hoá – Thông tin, 2000.
6. Nguyễn Công Trứ con người cuộc đời và thơ (viết chung). Nhà xuất bản Hội Nhà văn, 1996.
7. 50 năm văn học Việt Nam sau Cách mạng tháng Tám (viết chung). Nhà xuất bản Đại học Quốc gia Hà Nội, 1996, tái bản 1999.
8. Tương đồng văn hoá Việt Nam – Hàn Quốc (viết chung). Nhà xuất bản Đại học Quốc gia Hà Nội, 1996.
9. Nguyễn Trãi – về tác giả và tác phẩm (viết chung). Nhà xuất bản Giáo dục, 1998.
10. Nguyễn Đình Chiểu - về tác giả và tác phẩm (viết chung). Nhà xuất bản Giáo dục, 1997.
11. Nguyễn Khuyến – về tác giả và tác phẩm (viết chung). Nhà xuất bản Giáo dục, 1998.
12. Tản Đà – về tác giả và tác phẩm (viết chung). Nhà xuất bản Giáo dục, 2000.
13. Phan Bội Châu – về tác giả và tác phẩm (đồng chủ biên). Nhà xuất bản Giáo dục, 2001.
14. Lí luận phê bình văn học miền Trung thế kỉ XX (viết chung). Nhà xuất bản Đà Nẵng, 2001.
15. Một số vấn đề văn hóa với phát triển ở Việt Nam, Lào, Cămpuchia (viết chung). Nhà xuất bản Khoa học Xã hội, 1999.
16. Phan Bội Châu con người cuộc đời và sự nghiệp (viết chung). Nhà xuất bản Đại học Quốc gia Hà Nội, 1997.
17. Lí Công Uẩn và vương triều Lí (viết chung). Nhà xuất bản Đại học Quốc gia Hà Nội, 2001.
18. Một số vấn đề nghiên cứu Nho giáo ở Việt Nam (viết chung). Nhà xuất bản Chính trị Quốc gia, 1997, tái bản 1998.
19. Việt Nam trong thế kỉ XX (viết chung - kỉ yếu Hội thảo Quốc tế). Nhà xuất bản Khoa học Xã hội, 2001.
20. Quá trình hiện đại hoá Văn học Việt Nam 1900 - 1945 (viết chung). Nhà xuất bản Văn hóa – Thông tin, 2000.
21. Lí luận và phê bình văn học - Đổi mới và phát triển (viết chung). Nhà xuất bản Khoa học Xã hội, 2005.
22. Tuyển tập Trần Đình Hượu (2 tập, viết tựa, in trong năm 2006).

## Vinh danh
- Giải thưởng Công trình khoa học tiêu biểu của Đại học Quốc gia Hà Nội năm 2007 cho tác phẩm Văn học Việt Nam thế kỷ X – XIX những vấn đề lý luận và lịch sử[3].

## Liên kết
1. ↑  Biography of Professor Tran-ngoc-Vuong[liên kết hỏng]
2. ↑  Nho giáo không phải tông giáo, tại sao ?
3. ↑  "Văn chương là hành động". Bản gốc lưu trữ ngày 16 tháng 10 năm 2019. Truy cập ngày 10 tháng 6 năm 2018.

- Cho thuê đất xây đặc khu 99 năm: Hãy chặn đứng sự ngu dại khổng lồ này
- Vẫn còn sự chiếm đoạt chức danh GS – PGS
- Thượng phải chính
- Lệ thuộc Trung Quốc không phải định mệnh của dân Việt Nam
- Hai gương mặt của trí thức Nho gia
- Vài ý kiến nhỏ với Giáo sư – Tiến sĩ Trần Ngọc Vương
- Đôi điều trao đổi với Giáo sư Trần Ngọc Vương